# Anolis heterodermus
El camaleón andino (Anolis heterodermus) es una especie de lagarto de la familia Dactyloidae, nativo de los Andes de Colombia y la provincia de Carchi (Ecuador).

## Taxonomía
Anteriormente se consideraba como sinónimo la especie Phenacosaurus richteri (Dunn, 1944). Sin embargo, un estudio filogenético realizado en el 2023 por Moreno-Arias, Méndez-Galeano, Beltrán y Vargas-Ramírez reveló que esta es un linaje independiente de Anolis heterodermus y revalidando dicha especie como Anolis richteri. Este mismo estudio también se reclasifican dos poblaciones de Anolis heterodermus como especies diferentes: A. quimbaya y A. tequendama

## Descripción
Alcanza hasta 7 cm de longitud rostro-cloaca. La cola puede medir hasta 9,6 cm de largo. Presenta policromatismo, se ha observado individuos de colores verdes y marrón que además poseen escamas agrandadas intercaladas con escamas granulares.

## Comportamiento
Se camufla con la vegetación circundante y pasa desapercibido a los depredadores. Se caracteriza por movimientos lentos y hábitos oportunistas. Es un forrajeador pasivo que espera pacientemente su presa. Se alimenta de escarabajos y abejas que se acercan a polinizar las flores. Está adaptado a la vida arbórea, con su cola prensil y sus escamas subdigitales en forma de lamela, que facilitan los hábitos escaladores. Cuando se acerca un ave se oculta detrás de una rama aplanando el cuerpo o se suelta en caída libre.